# جلال أباد (خلخال)
جلال أباد هي قرية في مقاطعة خلخال، إيران. عدد سكان هذه القرية هو 82 في سنة 2006.